# لویدکوید
لویدکوید (به انگلیسی: Llwydcoed) یک منطقهٔ مسکونی در بریتانیا است که در روندا کنون تاو واقع شده‌است.